# 華山路駅 (合肥市)
華山路駅（かざんろえき、中文表記: 华山路站、英文表記: Huashan Road Station）は、中華人民共和国安徽省合肥市包河区に位置する合肥軌道交通5号線の駅。華山路と雲谷路の交差点にある 。2020年12月26日に開業。

## 沿革
- 2020年12月26日　5号線（望湖城西-貴陽路間）の開通とともに駅開業

## 駅構内
雲谷路と華山路の交差点に位置し、雲谷路の東西方向に沿って配置されている。ホーム幅は12m。
| B1 | コンコース | 出入口、駅窓口、自動券売機、サービスデスク |   |
| B2 |            | ■5号線貴陽路方面(雲谷路)                   | ← |
| B2 | 島式ホーム |                                            |   |
| B2 |            | ■5号線望湖城西方面(沈湾)                   | → |

## 隣の駅
■5号線
沈湾駅 - 華山路駅 - 雲谷路駅